# Reglas del juego para una película sobre los anabaptistas
Reglas del juego para una película sobre los anabaptistas es el primer largometraje del director alemán Georg Brintrup, realizado en 1976. La película cuenta dos momentos, separados uno del otro por cuatro siglos, de la historia alemana: la represión, a principios del siglo XVI, de la comunidad anabaptista de la ciudad de Münster y la prohibición oficial, en los años 1970, aplicada a los miembros del partido comunista alemán de ejercer un empleo público.

## Reparto
- Michael Romat (Lector)
- Wilfried Gronau (Hermann von Kerssenbrock)
- Tim Sodmann (voz masculina)
- Petra Gnade (voz femenina)
- Monika Ernst (ella misma)
- Magdalena Storm (ella misma)
- Bruno Finke (él mismo)
- Ulrike Poerschke (ella misma)

## Sinopsis
La primera parte de la película, basada en el escrito « Historia de los anabaptistas », de Hermannus Kerssenbroik (Hermann Kerssenbrok) narra los hechos que tuvieron lugar en la ciudad de Münster, en el siglo XVI, relacionados con el desarrollo de la comunidad anabaptista y su exterminio sucesivo, bajo la influencia preponderante del obispo. Al mismo tiempo que son leídos algunos textos, las imágenes muestran varios puntos de la ciudad que son citados en la lectura, tal y como existen en el presente. La imagen final (y el texto que la acompaña) es de una gran fuerza dramática que significa la total destrucción. 

En la segunda parte, dos profesoras de escuela pública hablan de la prohibición de enseñar que las afecta por el hecho de pertenecer al Partido Comunista Alemán, sin embargo legal y reconocido oficialmente. Siguen otros dos alemanes, también miembros del Partido Comunista, que cuentan, a su vez, las humillaciones sufridas. En particular, las de una de las tres mujeres, ante los funcionarios de la entidad pública llamada « Protección de la Constitución ».

La última imagen de la película muestra el gran reloj astronómico de la catedral, cuya construcción fue ordenada por el obispo para simbolizar la victoria sobre los anabaptistas y la « restauración del orden y de la paz » en la ciudad.

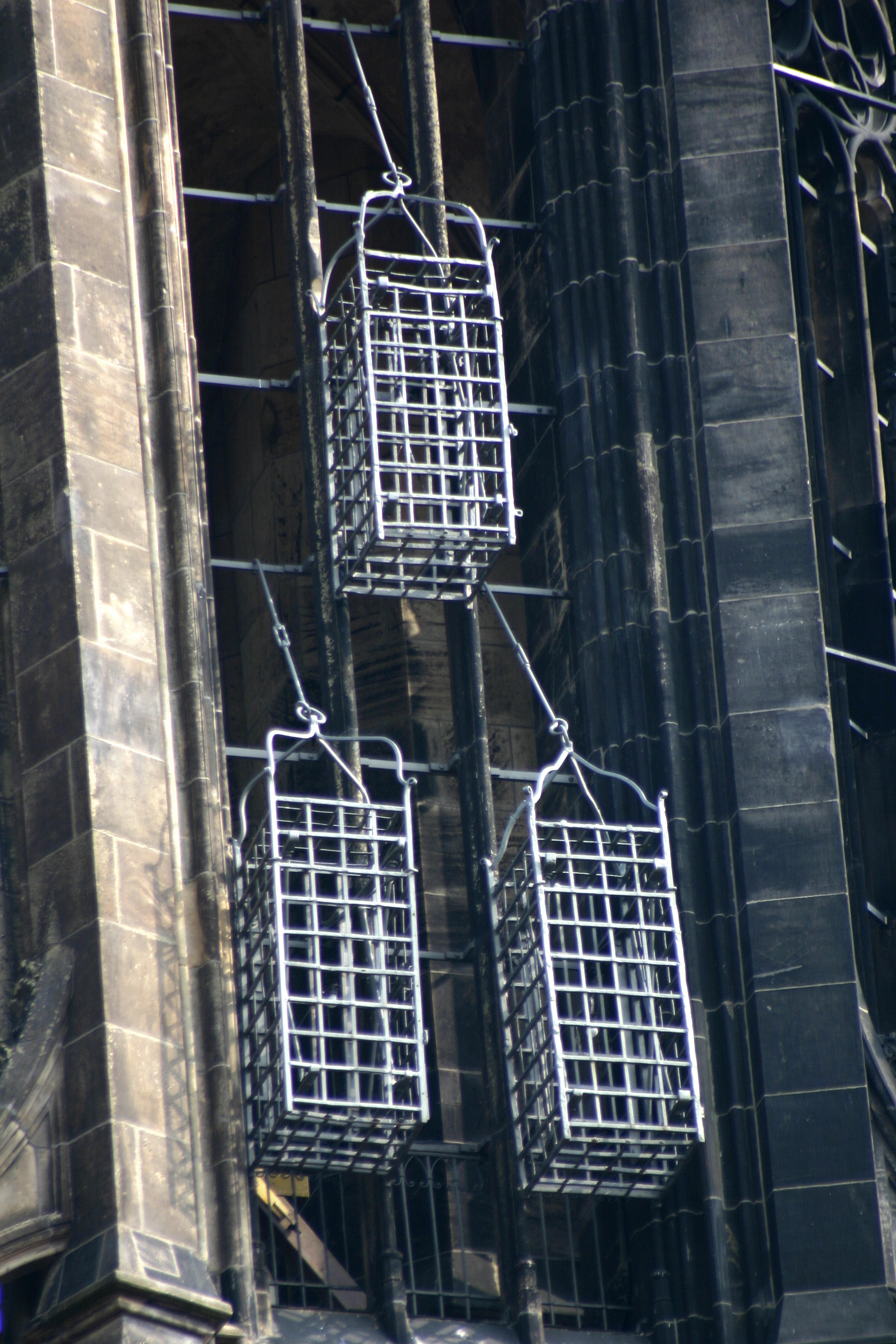
Jaulas de
los líderes de la Rebelión de Munster en la torre de la Iglesia de San Lamberto

## Comentarios
La parte documental de esta película está basada en el guion de otra que nunca fue filmada, que trataba el tema histórico del fin trágico de los anabaptistas de Münster (Alemania) en el siglo XVI. En su origen un movimiento pacífico protestante, estos anabaptistas se convirtieron, después, en una secta radical y al final aún fanática, por motivo de las hostilidades y persecuciones de que fueron objeto (Rebelión de Münster). La película-documental actual busca ilustrar el hecho de que la intolerante represión de las ideas conduce al radicalismo y que las constantes prohibiciones y vejaciones pueden llevar a los extremos hasta provocar, fatalmente, reacciones aún más duras y violentas.

## Recepción crítica
Alberto Farassino en La Repubblica, 24 de septiembre de 1977 (original en italiano):

[.....] Georg Brintrup posee una particular manera de hacer un documental: una película muy lúcida en la que se relaciona la represión del movimiento anabaptista del siglo XVI, en Münster, con aquélla, del siglo XX, practicada en la República Federal de Alemania, después de la segunda Guerra mundial, contra los miembros del partido comunista de tener un empleo público. El tema es examinado de manera frontal y directa: Testimonios, lectura pública de textos históricos, imágenes actuales de la ciudad, todo ello contribuye a despertar nuestro interés más allá de lo que hubiera podido hacerlo la acumulación confusa de documentos de archivo o por medio de denuncias furiosas.

## Festivales
La primera proyección internacional de la película se llevó a cabo en el  Filmfestival International de Cine de Róterdam, en enero de 1977. Otros presentaciones en festivales han sido las de  “Forum des Jungen Deutschen Films” de la “Berlinale” en julio de 1977, y en la XIII edición de la “Mostra Internazionale del Nuovo Cinema”, de Pésaro, en septiembre de 1977.